# Yemen trấn áp al-Qaeda
Cuộc trấn áp al-Qaeda của Yemen bắt đầu năm 2001 và leo thang ngày 14 tháng 1 năm 2010 khi Yemen tuyên chiến với al Qaeda. Ngoài ra để chống lại al-Qaeda tại một số tỉnh, Yemen cũng đánh lại cuộc nổi dậy Shite phía bắc và cố gắng ngăn chặn thành phần ly khai ở miền nam.

## Bối cảnh
Yemen chịu áp lực để hành động chống lại al Qaeda kể từ khi cuộc tấn công vào hai đồng minh chính của mình, Ả Rập Xê Út và Hoa Kỳ, do dân quân đến từ đất Yemen. Các cuộc tấn công trước đó được liên kết với al-Qaeda tại Yemen bao gồm các vụ đánh bom năm 2000 của tàu USS Cole, vụ tấn công Đại sứ quán Mỹ, và các cuộc tấn công chống lại một số khách du lịch nước ngoài.
Yemen tăng cường các hoạt động chống lại al-Qaeda vào cuối năm 2009 khi một cánh tay của nhóm này trụ sở tại Yemen tuyên bố đứng đằng sau âm mưu nổ bom thất bại ngày 25 tháng 12 năm 2009 trên một máy bay chở khách Mỹ hướng đến Detroit. Tin tức báo cáo mới chỉ ra đáng kể có sự tham chiến của Mỹ trong các chiến dịch của Yemen chống lại al Qaeda từ cuối năm 2009, bao gồm đào tạo, chia sẻ tin tình báo, và "vài chục quân" từ Chỉ huy Chiến dịch Đặc biệt Phối hợp.
Hoa Kỳ gia tăng viện trợ cho chính phủ Yemen. Washington lo ngại rằng al-Qaeda có thể biến quốc gia Yemen nhiều bất ổn này thành một nơi ẩn náu an toàn chẳng khác gì Afghanistan và lại ở sát ngay biên giới Ả Rập Xê Út, một đồng minh nhiều dầu hỏa của Hoa Kỳ. Cuối tháng 12 năm 2009, Ngũ Giác Ðài xác nhận đã cung cấp gần $70 triệu viện trợ quân sự cho Yemen trong năm 2009, so với con số năm 2008 là 0. Hoa Kỳ cũng gia tăng huấn luyện chống khủng bố cho lực lượng chính phủ Yemen, cung cấp thêm nhiều tin tức tình báo, có thể gồm cả các tin tức do phi cơ trinh sát không người lái thu thập.

## Thời gian biểu
- 17 tháng 12: Lực lượng bộ binh và không quân Yemen tiến hành các cuộc tấn công tại Sana'a (bắt giữ 13), Arhab (giết 4 và bắt giữ 4), và một trại huấn luyện bị cáo buộc ở Al-Maajala, Abyan (giết 24-30).[10]
- 24 tháng 12: Nhờ vào tin tức tình báo do Hoa Kỳ cung cấp, Yemen mở ra một loạt các cuộc hành quân vào sào huyệt al-Qaeda, kể cả nơi có cuộc họp của thành phần lãnh đạo cao cấp, hạ sát ba giới chức lãnh đạo quan trọng của al-Qaeda. Theo dân chúng trong vùng Rafd, nơi có cuộc họp, một chỉ huy trung cấp của al-Qaeda tại Yemen, Mohammed Ahmed Saleh Omair, ở trong số những người bị giết. Hai người kia thuộc một bộ tộc hợp tác với al-Qaeda. Một mục tiêu của cuộc tấn công là Anwar al-Awlaki. Các cuộc tấn công, có cả sự yểm trợ của phi cơ, là đợt tấn công quan trọng thứ nhì nhắm vào al-Qaeda trong vòng một tuần lễ. Các cuộc tấn công khác nhắm vào vị trí al-Qaeda trong khu vực biên giới giữa Shabwa và Abyan khiến 30 phiến quân al-Qaeda thiệt mạng, theo Hội đồng An ninh Tối cao Yemen.[11]
- 4 tháng 1: Lực lượng an ninh Yemen bắn hạ ít nhất hai thành viên al-Qaeda trong thành phần đe dọa tấn công tòa đại sứ Hoa Kỳ và các tòa đại sứ Châu Âu ở Yemen. Cuộc hành quân diễn ra sau khi có âm mưu nổ bom trên chuyến bay từ Amsterdam về Detroit, Hoa Kỳ, đúng ngày lễ Giáng sinh, đưa Yemen thành một mặt trận chính trong cuộc chiến chống thành phần Hồi giáo quá khích.[12]
- 6 tháng 1: Lực lượng Yemen bắt giữ ba nghi can phiến quân al-Qaeda đã bị thương trong cuộc đột kích, do lực lượng an ninh tiến hành.[13]
- 13 tháng 1: Nhà lãnh đạo bị cáo buộc của một nhóm nhỏ al-Qaeda tại Yemen, Abdullah Mehdar, bị giết trong một cuộc đọ súng với lực lượng an ninh.[14]
- 14 tháng 1: Một cuộc không kích của quân đội Yemen giết chết ít nhất sáu nghi can chiến sĩ al-Qaeda ở phía bắc quốc gia, một viên chức an ninh của Yemen nói.[9]
- 15 tháng 1: Lực lượng an ninh Yemen càn quét các ngọn núi gồ ghề sang ngày thứ hai bằng cách sử dụng máy bay trực thăng để săn lùng một số 25 nghi can dân quân al-Qaeda đã chạy trốn các cuộc tấn công ngày hôm trước tại tỉnh đông nam của Shabwa, các nguồn tin an ninh nói.[15]
- 17 tháng 1: Một nhóm cực đoan Hồi giáo Somalia tuyên bố trao đổi một số chiến binh chiến đấu của mình với những người ở Yemen. Dân quân Yemen được báo cáo cũng gửi chiến binh để đáp lại. Việc trao đổi chiến binh cho thấy mối liên hệ gần gũi của nhóm với đất nước Yemen, một phát ngôn viên của al-Shabab nói.[16]
- 20 tháng 1: Lực lượng không quân Yemen đánh bom căn nhà của một nghi can lãnh tụ al-Qaeda, Ayed al-Shabwani, người được quân đội xác nhận đã chết một tuần trước vụ đánh bom này. Các cuộc tấn công vào nhà của Ayed al-Shabwani được báo cáo gặp phải hỏa lực phòng không từ làng của ông. Không có con số thương vong được báo cáo, cho cuộc tấn công mới nhất này.[17]
- 21 tháng 1: Yemen ngừng cấp thị thực cho người nước ngoài đến tại các sân bay quốc tế, nhằm ngăn chặn khủng bố xâm nhập, theo các phương tiện truyền thông nhà nước.[18]

## Trận Huta
Vào ngày 20 tháng 9 năm 2010, một số chiến binh đã tấn công và chiếm quyền kiểm soát ngôi làng Hota ở phía Nam của đất nước, khiến Quân đội phải phản công. Điều này xảy ra khi cố vấn chống khủng bố hàng đầu của Hoa Kỳ John O. Brennan đang có chuyến thăm Yemen và thảo luận về sự hợp tác trong cuộc chiến chống Al-Qaeda, theo Nhà Trắng. Brennan đã gặp Tổng thống Ali Abdullah Saleh và gửi thư từ Obama bày tỏ sự ủng hộ của Hoa Kỳ đối với một "Yemen thống nhất, ổn định, dân chủ và thịnh vượng", phát ngôn viên của Hội đồng Bảo an Quốc gia Mike Hammer nói trong một tuyên bố. "Tổng thống Saleh và ông Brennan đã thảo luận về sự hợp tác chống lại mối đe dọa tiếp tục của Al-Qaeda, và ông Brennan đã gửi lời chia buồn của Hoa Kỳ tới người dân Yemen vì mất các sĩ quan an ninh Yemen và công dân thiệt mạng trong các cuộc tấn công Al-Qaeda gần đây", ông Hammer nói.
Các chiến binh Al-Qaeda bị bao vây ở thị trấn Hota phía nam Yemen được cho là đã sử dụng cư dân làm lá chắn người trong cuộc đụng độ lớn thứ hai giữa họ và quân đội trong những tuần gần đây. Theo các quan chức "các phần tử al-Qaeda đang ngăn cản cư dân rời khỏi Hota, để sử dụng chúng như lá chắn của con người".
Vào ngày 24 tháng 9 năm 2010, cuộc bao vây chính phủ của al-Hota đã kết thúc sau khi lực lượng an ninh nắm quyền kiểm soát thị trấn ở tỉnh Shabwa phía nam.